# Palmadusta asellus
Espèce
Synonymes
- Cypraea asellus

Palmadusta asellus est une espèce de mollusques gastéropodes de la famille des Cypraeidae, et du genre Palmadusta.
- Répartition : océans Indien et Pacifique.

## Liste des sous-espèces
Selon World Register of Marine Species (6 juin 2013) :
- sous-espèce Palmadusta asellus asellus (Linnaeus, 1758)
- sous-espèce Palmadusta asellus bitaeniata (Geret, 1903)
- sous-espèce Palmadusta asellus latefasciata Schilder, 1930
- sous-espèce Palmadusta asellus vespacea (Melvill, 1905)